# Všeobecné volby ve Spojeném království 1945
Všeobecné volby do Dolní sněmovny Spojeného království se konaly 5. července 1945. Byly to první volby do Dolní sněmovny od roku 1935, jelikož během druhé světové války se volby nekonaly.
Zvítězili labouristé a jejich kandidát Clement Attlee, a to s náskokem 145 křesel. Tento výsledek však nebyl očekávaný, protože konzervativec Winston Churchill provedl Spojené království válkou a u většiny Britů získal status národního hrdiny. Po válce však byla udělena labouristům větší důvěra, protože se od nich čekala větší kompetence v otázce znovuvybudování země.

## Výsledky
| 393        | 197           | 12  | 11 | 27   |
| Labouristé | Konzervativci | Lib | LN | Ost. |

| Strana  | Strana                   | Lídr               | Mandáty | Mandáty | Mandáty | Hlasy      | Hlasy |
| Strana  | Strana                   | Lídr               | Počet   | v %     | +/-     | Počet      | v %   |
| ------- | ------------------------ | ------------------ | ------- | ------- | ------- | ---------- | ----- |
|         | Labouristická strana     | Clement Attlee     | 393     | 61,4%   | ▲ 239   | 11 967 746 | 47,7% |
|         | Konzervativní strana     | Winston Churchill  | 197     | 36,2%   | ▼ 189   | 8 716 211  | 36,2% |
|         | Liberální strana         | Archibald Sinclair | 12      | 1,9%    | ▼ 9     | 2 177 938  | 9,0%  |
|         | Liberální národní strana | Ernest Brown       | 11      | 1,7%    | ▼ 22    | 686 652    | 2,9%  |
|         | nezávislí                | -                  | 8       | 1,3%    | ▲ 6     | 133 191    | 0,6%  |
| ostatní | ostatní                  | -                  | 19      | 3,0%    | -       | 391 287    | 1,6%  |
| celkem  | celkem                   | -                  | 640     | 100%    | -       | 24 073 025 | 100%  |

| \| Hlasy \| Hlasy \| Hlasy \| Hlasy \| Hlasy \| \| ------------------------ \| ------------------------ \| ----- \| ------ \| ------ \| \| \| \| \| \| \| \| Labouristé \| Labouristé \| \| 47,7 % \| 47,7 % \| \| Konzervativci \| Konzervativci \| \| 36,2 % \| 36,2 % \| \| Liberálové \| Liberálové \| \| 9,0 % \| 9,0 % \| \| Liberální národní strana \| Liberální národní strana \| \| 2,9 % \| 2,9 % \| \| Ostatní \| Ostatní \| \| 4,2 % \| 4,2 % \| |                          |  |        |        |
| Hlasy |                          |  |        |        |
| |                          |  |        |        |
| Labouristé | Labouristé               |  | 47,7 % | 47,7 % |
| Konzervativci | Konzervativci            |  | 36,2 % | 36,2 % |
| Liberálové | Liberálové               |  | 9,0 %  | 9,0 %  |
| Liberální národní strana | Liberální národní strana |  | 2,9 %  | 2,9 %  |
| Ostatní | Ostatní                  |  | 4,2 %  | 4,2 %  |

| \| Mandáty \| Mandáty \| Mandáty \| Mandáty \| Mandáty \| \| ------------------------ \| ------------------------ \| ------- \| ------- \| ------- \| \| \| \| \| \| \| \| Labouristé \| Labouristé \| \| 61,4 % \| 61,4 % \| \| Konzervativci \| Konzervativci \| \| 30,8 % \| 30,8 % \| \| Liberálové \| Liberálové \| \| 1,9 % \| 1,9 % \| \| Liberální národní strana \| Liberální národní strana \| \| 1,2 % \| 1,2 % \| \| Ostatní \| Ostatní \| \| 4,7 % \| 4,7 % \| |                          |  |        |        |
| Mandáty |                          |  |        |        |
| |                          |  |        |        |
| Labouristé | Labouristé               |  | 61,4 % | 61,4 % |
| Konzervativci | Konzervativci            |  | 30,8 % | 30,8 % |
| Liberálové | Liberálové               |  | 1,9 %  | 1,9 %  |
| Liberální národní strana | Liberální národní strana |  | 1,2 %  | 1,2 %  |
| Ostatní | Ostatní                  |  | 4,7 %  | 4,7 %  |